# Mamica
Mamica (Maria) Kastrioti var en medeltida albansk prinsessa av staden Kruja i Albanien. Hon var dotter till Johan Kastriota d.ä. och yngsta syster till Skanderbeg. Hon var beskyddare av slottet Petrela under albanernas krig mot osmanerna.
26 januari 1445 gifte hon sig med Muzaka Topia.